# Campeonato de España de Ciclismo en Ruta 1974
El LXXIII Campeonato de España de Ciclismo en Ruta se disputó en Mieres (Asturias el 23 de junio de 1974 sobre 231 kilómetros de recorrido. 
El ganador fue el gallego Vicente López Carril que se impuso en solitario en la línea de meta. El catalán Manuel Esparza y el gallego Antonio Menéndez completaron el podio. 
La carrera fue muy animada por la presencia de los corredores y también por la lluvia, que estuvo presente en algunas partes del recorrido. En el ascenso al Alto de San Emiliano de la segunda vuelta, José Manuel Fuente intentó una de las primeras fugas importantes de la jornada, aunque fue absorbido poco antes de que acabase la vuelta. La escapada definitiva fue la que protagonizaron López Carril, Esparza, Menéndez, Melero, Esperanza y Casas, que dejó tocado al pelotón. En la cuarta vuelta, López Carril, Menéndez y Esparza se deshicieron de sus compañeros y, en la antepenúltima vuelta, fue Carril el que realizó un ataque tan tremendo que se fue en solitario. En la antepenúltima vuelta, el gallego tuvo una avería en la bicicleta pero eso no le impidió presentarse en solitario en la línea de meta. 

## Clasificación final
| Pos. | Ciclista             | Equipo                    | Tiempo    |
| ---- | -------------------- | ------------------------- | --------- |
| 1.   | Vicente López Carril | Kas-Kaskol                | 6h 01'02" |
| 2.   | Manuel Esparza       | Kas                       | a 1'28"   |
| 3.   | Antonio Menéndez     | Kas-Kaskol                | a 2'28"   |
| 4.   | Carlos Melero        | Kas-Kaskol                | a 2'50"   |
| 5.   | Jesús Esperanza      | La Casera-Peña Bahamontes | m.t.      |
| 6.   | José Casas           | Monteverde                | a 4'48"   |
| 7.   | Txomin Perurena      | Kas                       | a 5'48"   |